# Dichodontocis uncinatus
Dichodontocis uncinatus is een keversoort uit de familie houtzwamkevers (Ciidae). De wetenschappelijke naam van de soort werd in 1994 gepubliceerd door Kawanabe.